# Hutgeschäft Mars auf dem Nieuwendijk in Amsterdam

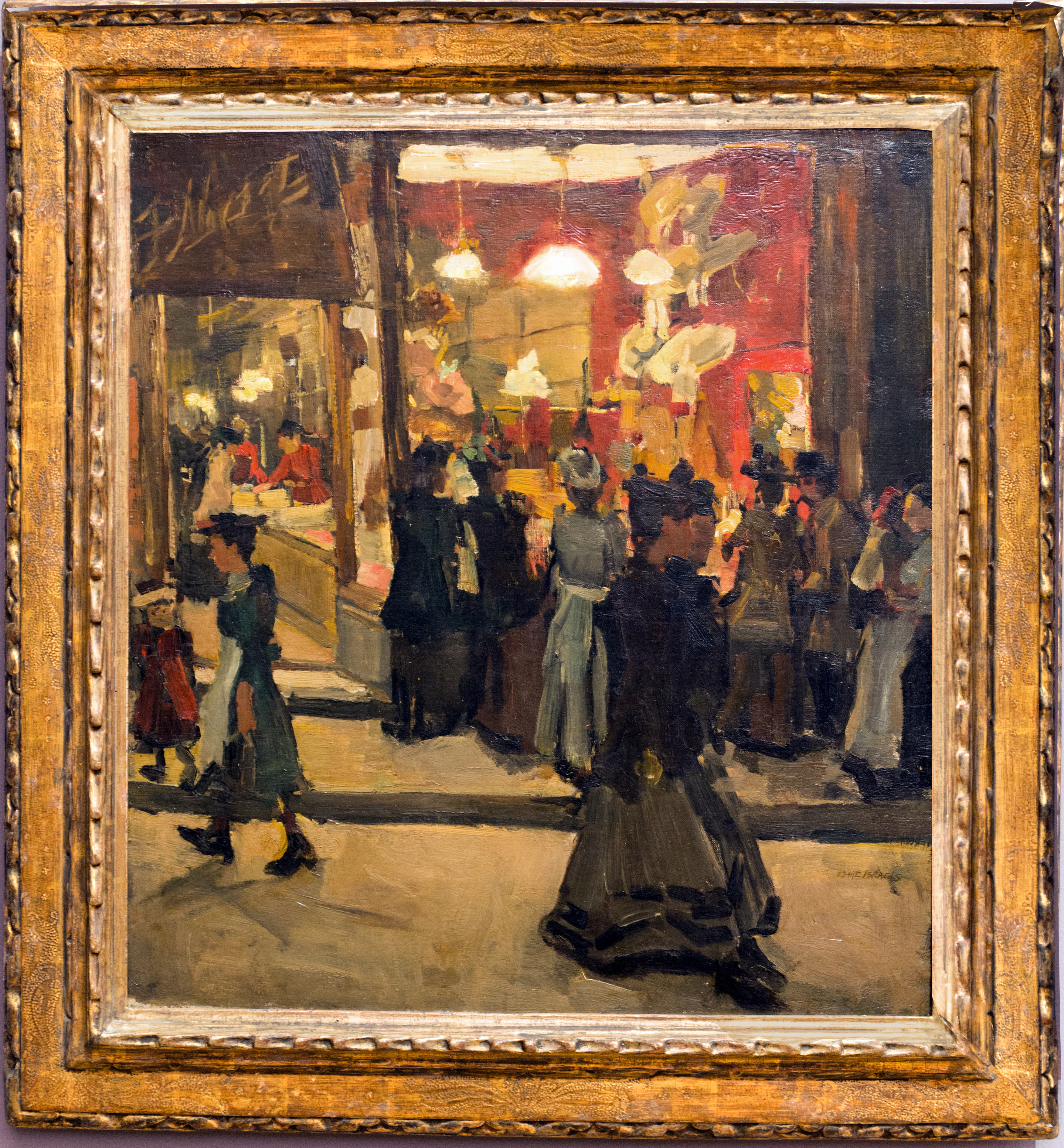
Isaac Israëls, Hutgeschäft Mars auf dem Nieuwendijk in Amsterdam, Öl auf Leinwand, 1893, Groninger Museum

Hutgeschäft Mars auf dem Nieuwendijk in Amsterdam (Originaltitel: Hoedenwinkel van Mars op de Nieuwendijk te Amsterdam) ist ein Ölgemälde des niederländischen Künstlers Isaac Israëls aus dem Jahr 1893. Es zeigt den elektrisch beleuchteten Laden des Hutmachers Peel Mars von der gegenüberliegenden Straßenseite und ist der damals jungen Kunstströmung Amsterdamer Impressionismus zuzuordnen. Das 64,5 × 59,5 cm große Bild wird als Leihgabe der Stiftung J.B. Scholtenfonds im Groninger Museum in den Niederlanden aufbewahrt.

## Bildbeschreibung
Der Künstler wählte für seine Darstellung ein nahezu quadratisches Bildformat, Leinwand als Bildträger und Ölfarbe als Malstoff. Zu sehen ist ein hell erleuchtetes Geschäft, vor dessen Schaufenster fünf weibliche Personen stehen. Sie betrachten die Hüte in der Auslage und scheinen sich darüber zu unterhalten. Den Vordergrund passieren zwei, in kurze, schwarze Jacken und lange, graue Röcke gekleidete Frauen im Gleichschritt von links nach rechts. Zwischen ihnen und dem Schaufenster sind zwei entgegenkommende Kindermädchen in Schürzen mit ihren Schützlingen auszumachen, die eine tritt auf dem Gehweg soeben ins Bild, die andere ist kurz davor, es zu verlassen. Im Bildhintergrund zeigt Israëls den Innenraum des Hutgeschäfts. Die rote Kleidung der am Verkaufstresen stehenden und eine Kundin bedienenden Verkäuferin wiederholt die Farbe der Wände hinter der Regalwand. Die Eingangstür steht offen, der schräg nach links angelegte Fluchtpunkt schafft Tiefe und Dreidimensionalität. Eindeutiger Blickpunkt sind die in hellem Gelb erstrahlenden Deckenleuchten: drei große im Schaufenster und mehrere kleine im Ladenraum. Erstere tauchen die Passanten in ein Gegenlicht, das aber offenbar von einer weiteren, schwächeren Lichtquelle wie einer Straßenlaterne oder dem Restlicht des Tages abgemildert wird. Die Inschrift auf dem Ladenschild über dem Eingang setzt den Betrachter über den Geschäftsinhaber in Kenntnis: „P. Mars“. Das Gemälde ist am rechten unteren Bildrand signiert mit ISAAC ISRAELS.

## Hintergrund
Obwohl das Bild nicht mit einer Jahreszahl versehen ist, kann es auf den Winter 1893/94 datiert werden. Am 25. Februar 1894 schrieb der Künstler an Frans Erens, er verbringe derzeit die Wochenenden im Elternhaus in Den Haag und leiste seinem Vater dort nach dem Tod seiner Mutter Gesellschaft. Jeden Montag mache er sich dann in Amsterdam wieder ans Werk. Sein Atelier am Oosterpark habe er zwar beibehalten, gegenwärtig logiere er allerdings am Nieuwendijk inmitten der Geschäfte. Die Unterkunft befand sich über dem kleinen Garn- und Bändergeschäft von Abraham Mendelson (1853–1928), der einige Jahre später (1896) in die USA auswanderte. Wann Israëls das Zimmer gemietet hatte, ist ungewiss, denn er war unter der Adresse mit der Hausnummer 223 nie gemeldet. Der Grund für die Unternehmung ist dagegen bekannt: Nach Anna Wagner mietete der Künstler die Kammer, um das jenseits der Straße gelegene Hutgeschäft P. Mars & Co zu malen. Offensichtlich lag das Zimmer im ersten Stock und Israëls hatte seine Staffelei am Fenster aufgestellt. So erklärt sich die leichte Aufsicht der im Gemälde dargestellten Szene.

### P. Mars & Co.

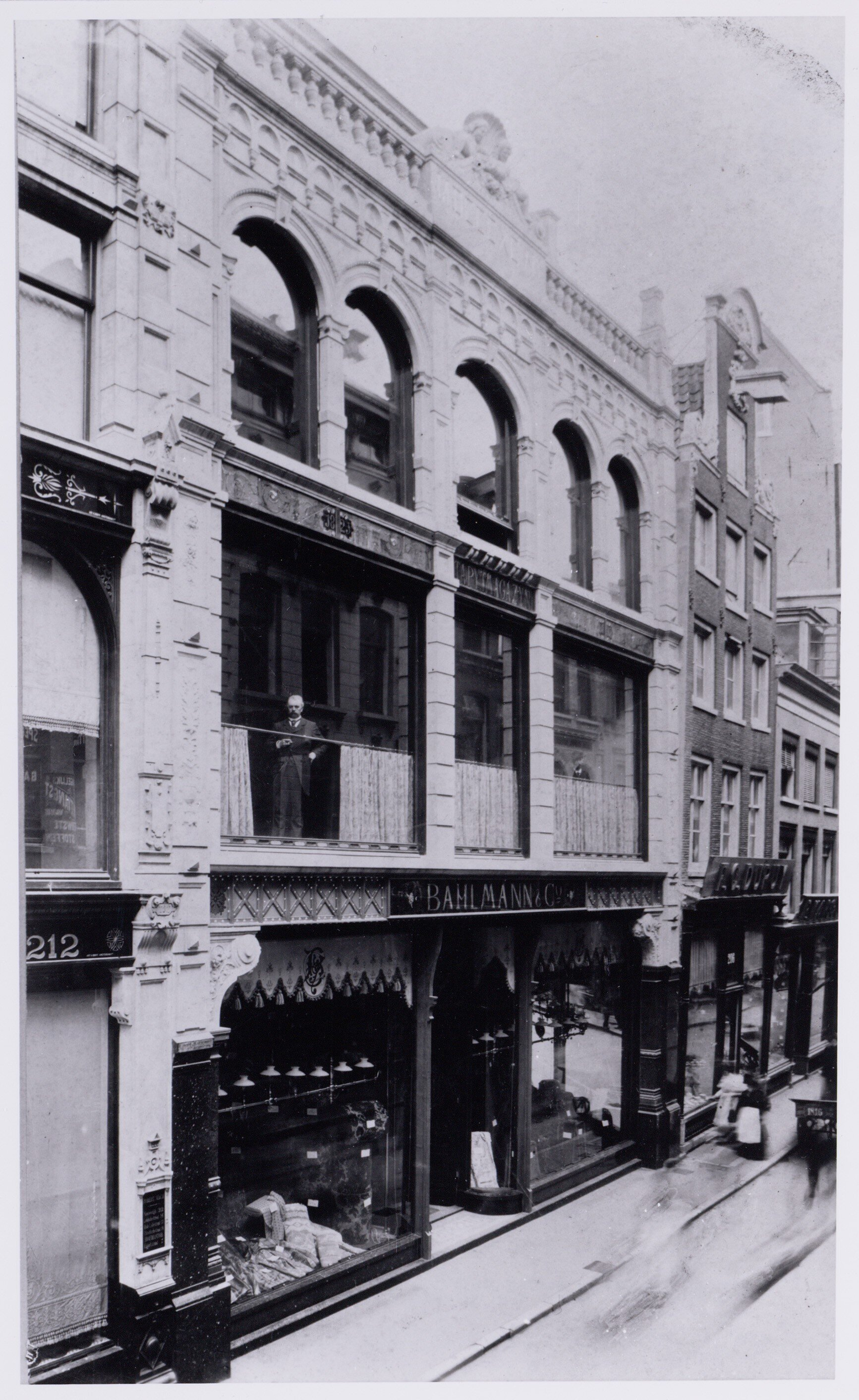
Nieuwendijk 204–212, Foto von ca. 1900

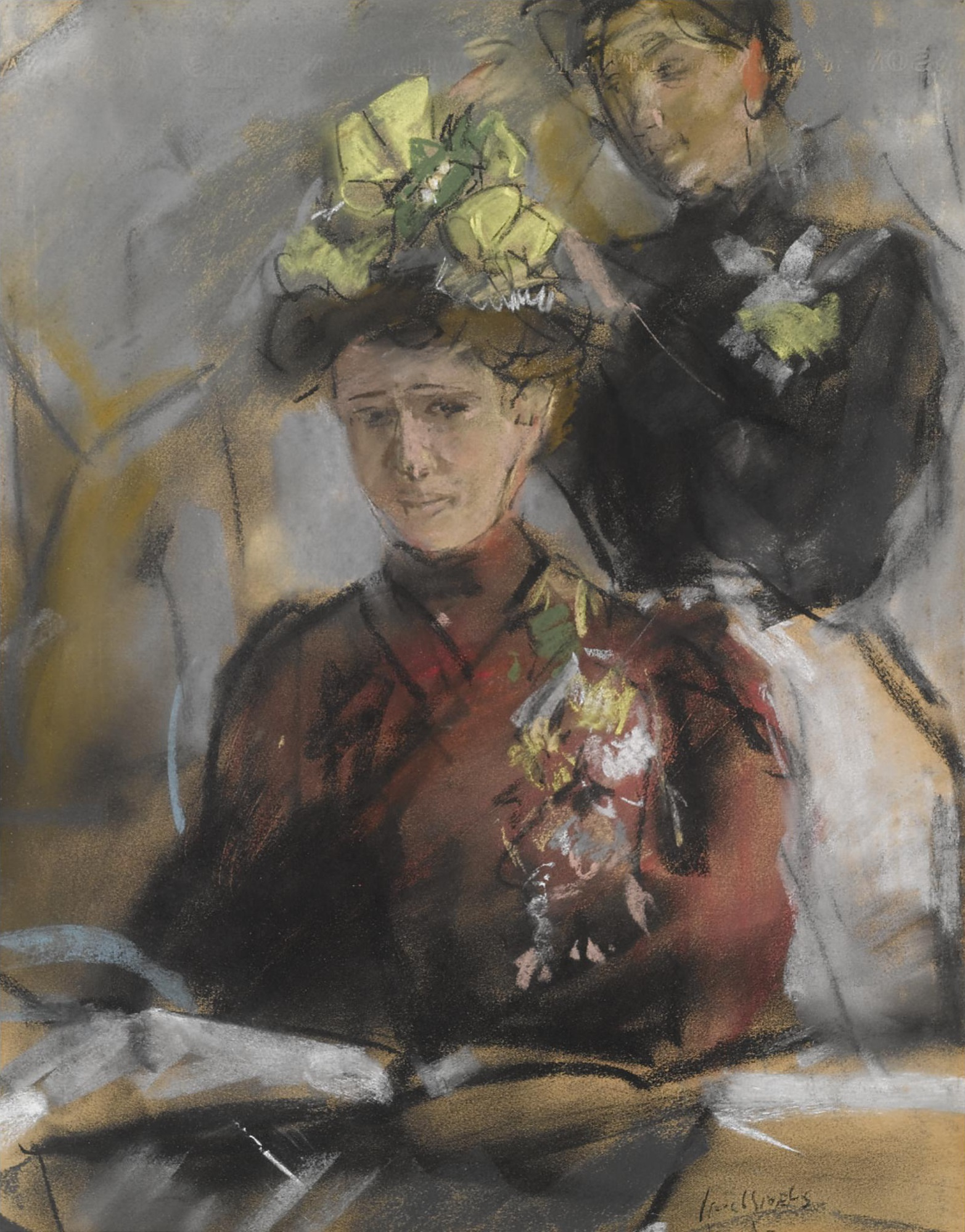
Bei der Modistin, Pastell, undatiert, Privatsammlung

Der 1843 geborene Peel Mars gehörte einer neuen Generation von Ladeninhabern an. Statt Hüte individuell anzufertigen, führte er in seinem 1869 im Haus Nieuwendijk 204 eröffneten Geschäft modische Accessoires wie Federboas, Seidenblumen, Federn und Kurzwaren und stattete damit Hüte aus industrieller Serienproduktion nach der neuesten französischen Mode aus. Mars starb jedoch 1893, als der Verkauf von Hüten soeben begann, sich zu einem einträglichen Geschäft zu entwickeln. Bereits von Krankheit gezeichnet, war er in weiser Voraussicht 1889 eine Partnerschaft mit zwei seiner Angestellten eingegangen, Eliza Nieman (1865–1921) und Carl Determeyer (1859–1925). Das Unternehmen Mars & Co. betrieb zu dieser Zeit noch zwei weitere Modegeschäfte, je eines im Haus Kalverstraat 143–145 und an der Leidsestraat. Unter dem neuen Geschäftsführer Nieman erlebte Mars & Co. einen glanzvollen Aufstieg, der 1901 in der Eröffnung des Kaufhauses Au Palais des Modes, Kalverstraat 179–181, gipfelte.
Der Grund für den Aufstieg war eine Verkaufsstrategie, die fast jede Amsterdamerin bediente: Die Damen konnten ihre Konfektionskleidung durch einen Hut aufwerten, der Haute Couture und Pariser Chic verströmte. Wer es sich leisten konnte, nahm die Dienste der Modisten in Anspruch. Bei kleinerem Budget war es im obersten Stockwerk möglich, sich selbst einen Hut zu nähen und ihn mit den angebotenen Accessoires zu verzieren. Die über eine majestätische Marmortreppe erreichbaren Umkleideräume hatte man in verschiedenen Stilrichtungen gestaltet, die Fassade im Jugendstil, ab 1928 im Art-déco-Stil. Da es in Amsterdam nur wenige gastronomische Einrichtungen gab, in denen sich eine unbescholtene Frau zeigen konnte, eröffnete Nieman 1910 im Au Palais des Modes auch einen Teesalon. Die „Modeberichte“ in De Amsterdammer beschäftigten sich mit dem Kleidungsstil der Pariserinnen – und dem Nachholbedarf der Amsterdamerinnen. Mars & Co. empfahl den Damen beispielsweise eine Theatertoilette mit „lichte kleine avondhoedjes“ (leichten Abendhütchen), um das drohende Hutverbot zu umgehen.
1936 ging die Amsterdamer Niederlassung von Mars & Co. in Konkurs, in den 1950er-Jahren kehrte das Unternehmen jedoch als Boutique Mars zurück. Geleitet wurde es von Paul Nieman, dem Sohn von Eliza, und seiner Frau Marie Schönhuth. Die fehlende Pracht wurde mit einem Wink auf die illustre Vergangenheit kompensiert. Geworben wurde mit P. Mars & Co. – Het Franse zaakje (Das französische Lädchen). Das im Haus Leidsestraat 45 eingerichtete Geschäft existierte bis 1976. Überlebt haben die Mars’schen Hüte in Sammlungen einiger Museen wie dem Rijksmuseum Amsterdam und dem Amsterdam Museum.

### Modegeschäfte auf dem Nieuwendijk

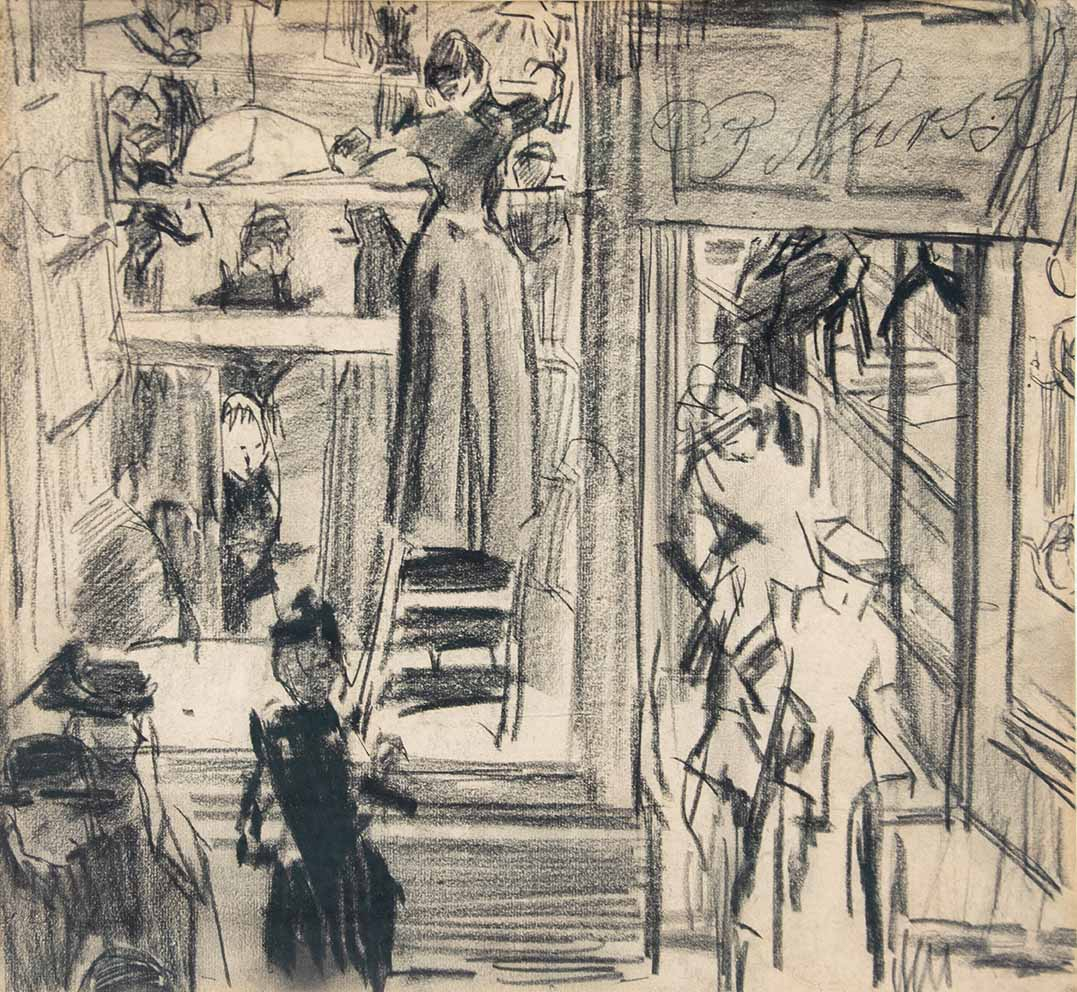
Linkes Schaufenster von P. Mars & Co, Kreidezeichnung, 1893–1894
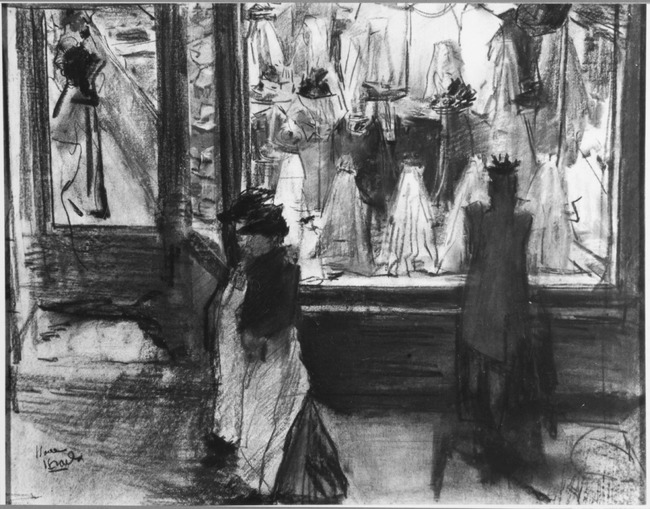
Rechtes Schaufenster von P. Mars & Co, Kreidezeichnung, 1893–1894
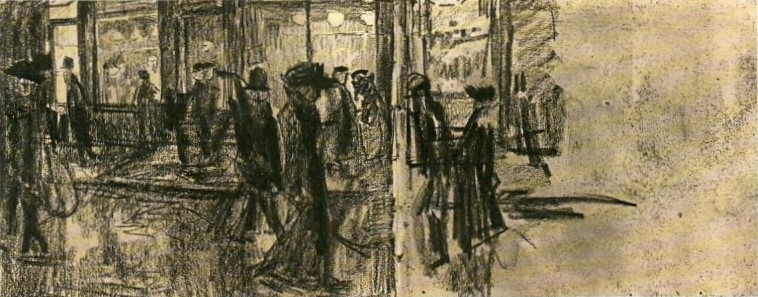
Schaufenster von Mars und Bahlmann, Kreidezeichnung, 1893–1894
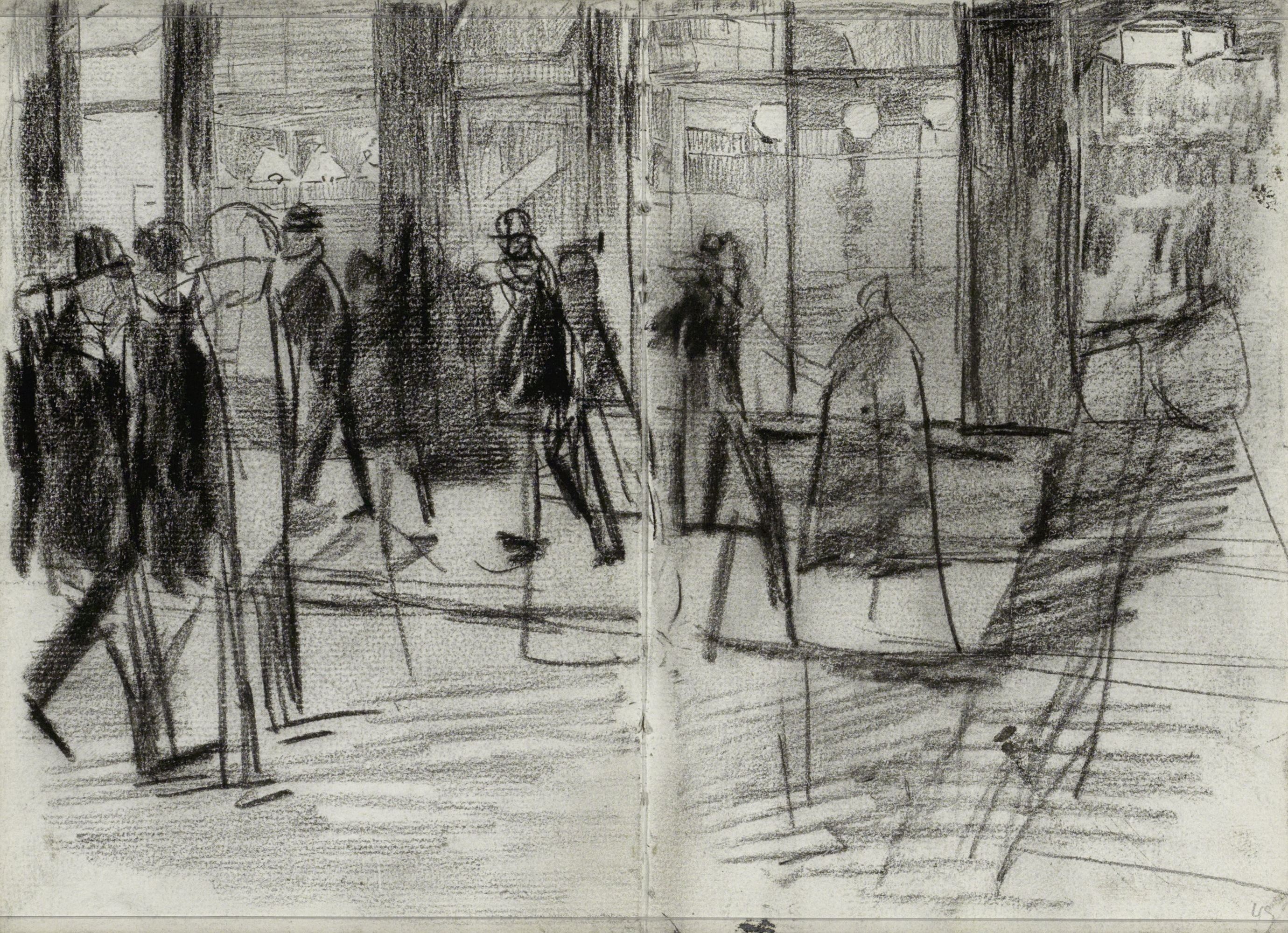
Passanten vor Mars und Bahlmann, Kreidezeichnung, 1893–1894

Der Nieuwendijk konnte es zwar nicht mit der Kalverstraat aufnehmen, dennoch lud auch er die Frauen und Männer Amsterdams zum Flanieren ein. Einige Zeichnungen Israëls’ widmen sich diesem Thema. Sie entstanden entweder von seinem Fenster aus oder auf der Ebene der Passanten. Eine 2018 im Kunsthandel verkaufte Kohlezeichnung zeigt das Schaufenster links vom Hutladeneingang, das gerade neu dekoriert wird. Auf einer anderen, beim RKD aufgeführten Zeichnung wird die Auslage des rechten Schaufensters besser erkennbar als im Gemälde. Etwa ein dutzend Hüte sind hier auf typischen Hutständern platziert, die unattraktiven Gestelle unter Tüchern versteckt.
Das Interesse Israëls’ an Modegeschäften reicht über die Hutmacherei Mars hinaus. Rechts daneben – und ebenfalls gut von seinem Zimmer aus zu studieren – lag das Modehaus Bahlmann & Co. Zwei Zeichnungen, eine in Privatsammlung und eine im Skizzenbuch Nr. XXXVII des Rijksmuseums, zeigen beide Häuser. Danach befand sich zwischen dem Mars-Schaufenster – erkennbar an den drei kegelförmigen Deckenleuchten – und Bahlmann ein Eingang/Durchgang, rechts daneben folgte ein zweigeteiltes Schaufenster.
Im Ölgemälde Schaufenster (Originaltitel: Etalage) von 1894 ist ein Paar in das Betrachten einer Mädchenkleider-Kollektion vertieft. Der Eingang zum Geschäft ist am rechten Bildrand angeschnitten. Bei der Erstellung des Bildes stand die Staffelei eindeutig in erhöhter Position, wahrscheinlich ebenfalls im bereits beschriebenen Zimmer. Dem Blickwinkel nach zu urteilen, könnte das dargestellte Schaufenster unmittelbar an das Hutgeschäft angrenzen. Sowohl Heijbroek als auch das Rijksmuseum, in dessen Sammlung sich das Gemälde befindet, ordnen es Bahlmann & Co zu. Den Widerspruch bezüglich der Lage des Eingangs erwähnen die Quellen jedoch nicht. Basis für weitere Forschungen könnte die Erkenntnis sein, dass die Identifizierung der gemalten Schaufenster „selten eindeutig“ ist – „das war also nicht Israëls Anliegen“. Das im Gemälde auf die Kleidungsstücke fallende Licht könnte aus einem verglasten Eingangsbereich stammen. Auch der Blickwinkel würde einen Abstand zwischen den Schaufenstern von Mars und Bahlmann erlauben.
Ein erhaltenes Foto von ca. 1900 zeigt die Häuser Nr. 204 (rechts) bis 212 (links) auf dem Nieuwendijk. Bahlmann & Co mit Nr. 208–210 irritiert im ersten Moment. Es handelt sich hier jedoch um eine Filiale, in der Teppiche angeboten wurden. Das Hutgeschäft Mars befindet sich am rechten Bildrand, das Modegeschäft Bahlmann ist kein Bestandteil der Aufnahme.

## Einordnung
Israëls war 1887 von Den Haag nach Amsterdam übergesiedelt und zusammen mit seinem Studienfreund George Hendrik Breitner in den Kreis der Literatengruppe „Achtziger“ (Tachtigers) aufgenommen worden. Dort traf er auf Frans Erens, mit dem ihn fortan eine lebenslange Freundschaft verband. Um Anregungen für ihr Schaffen zu sammeln, schlenderten sie am Abend gemeinsam durch Amsterdam und genossen das Stadtleben in vollen Zügen. Für Israëls war es eine Zeit der Neuorientierung. Stets mit einem Skizzenbuch ausgestattet, hielt er alles in seiner Nähe fest, gerne in der vollen Kalverstraat und gerne von einem hochgelegenen Fenster aus.
In dieser Schaffensphase entstand auch das Gemälde Hutgeschäft Mars auf dem Nieuwendijk. Bilder wie dieses sind typisch für die als Amsterdamer Impressionismus bezeichnete Stilrichtung und machen die Abkehr der jungen Künstler von der Haager Schule deutlich. Im nächtlich glitzernden Schauspiel der Schaufenster „zeigt sich das Gegenteil des kühlen Graus, das die Malerei jahrelang dominierte. Die hellen elektrischen Lampen lassen alles in ihrer Umgebung warm und leuchtend erscheinen.“

## Provenienz
Laut RKD – Nederlands Instituut voor Kunstgeschiedenis (Niederländisches Institut für Kunstgeschichte) befindet sich das Gemälde seit 1969 im Groninger Museum. Dort wird es unter der Inventarnummer 1969.0016 geführt. Das Kunstwerk ist Teil der Sammlung Veendorp und eine Dauerleihgabe des 1966 eingerichteten J.B. Scholtenfonds. Der Katalog der Wanderausstellung 2015–2017 gibt den Ankauf Reurt Jan Veendorps (1905–1983) mit der Jahreszahl 1961 an. Vorherige Besitzer waren Kunstzaal d’Audretsch, Den Haag; S.F. Loeb, Bussum; Kunsthandel E.J. van Wisselingh & Co., Amsterdam, 1960.

## Ausstellungen
Der Katalog zur Wanderausstellung 2015–2017 listet die Ausstellungsorte mit Jahreszahl auf (bis 2010–2011); weitere Ausstellungen in Auswahl:
- 1964 Laren
- 1965 Laren / Enschede
- 1969 Groningen
- 1985 Dordrecht
- 1987–1988 Helmond
- 1991 Groningen
- 1991 Amsterdam
- 1998 Amsterdam
- 1999–2000 Rotterdam
- 2002–2003 Den Haag
- 2003 Woerden
- 2007 Amsterdam
- 2007–2008 Den Haag
- 2008–2009 Den Haag
- 2010–2011 Deurne / Amersfoort
- 2012–2014 Groningen
- 2015–2017 Lübeck / Würzburg / Freiburg / Aachen
- 2023 Potsdam